# Žakelj
Žakelj je priimek več znanih Slovencev:
- Alojzij Žakelj, planinec, posebnež (bivaki na več lokacijah v Julijcih)
- Anton Žakelj - Rodoljub Ledinski (1818—1868), teolog, pesnik in zapisovalec ljudskih pesmi
- Anton Žakelj (1907—2006), pisec dnevnika
- Bojan Žakelj, abdominalni kirurg
- Bronja Žakelj (*1969), pisateljica
- Ciril Žakelj (1914—1979), dr. pravnih znanosti
- Filip Žakelj (1907—1990), teolog, izseljenski delavec
- Janez Žakelj (*1964), mikrobiolog, diplomat in politik (župan, poslanec)
- Janko Žakelj, inovator (Alpina)
- Jože Žakelj, izumitelj (laserska tehnologija)
- Maja Primic Žakelj (1952—2024), epidemiologinja, onkologinja
- Marija Žakelj Mavrič (*1948), biokemičarka, prof. MF
- Marjeta Žakelj Škrbec (1947—1982), dr. ...?
- Mihaela Žakelj Ogrin, likovna pedagoginja, kiparka, grafičarka
- Mirko Žakelj (1919—1970), župnik
- Miroslav Žakelj (1835—1916), klasični filolog, šolnik
- Simon Žakelj, farmacevt
- Sonja Žakelj, knjižničarka (Vrhnika)
- Stanko Žakelj (1912—1989), duhovnik, lazarist, teolog, prevajalec
- Tanja Žakelj (*1988), gorska kolesarka
- Tone Žakelj (1901—?), član organizacije TIGR
- Tone Žakelj (*1951), zdravnik
- Viktor Žakelj (*1943), ekonomist, politik, publicist
- Vinko Žakelj (1918—1996), izeljenski duhovnik, monsinjor
- Vladimir Žakelj (1914—1993), zdravnik kirurg, profesor MF